# Новоподклетное
Новоподклетное — деревня Рамонского района Воронежской области.
Входит в состав Яменского сельского поселения.

## География
Деревня расположена в юго-западной части Рамонского района, в 22 км от районного центра. Новоподклетное находится неподалеку от федеральной трассы М-4, на левом берегу реки Дон.

### Улицы
| - ул. Адмирала Нахимова - ул. Адмирала Руднева - ул. Адмирала Руднева - ул. Александра Невского - ул. Берёзовая - ул. Весёлая - ул. Гагарина - ул. Газовая - ул. Гангутская - ул. Генерала Алексеева - ул. Генерала Брусилова - ул. Генерала Ватутина - ул. Генерала Горчакова - ул. Генерала Кривошеина - ул. Генерала Скобелева - ул. Генерала Судоплатова - ул. Димитрова - ул. Дмитриевская - ул. Дмитрия Донского - ул. Донская - ул. Дорожная - ул. Достоевского - ул. Дубовая - ул. Евгения Родионова - ул. Еловая - ул. Жемчужная - ул. Ивана Шмелёва - ул. Изумрудная - ул. Казанская - ул. Кольцевая - ул. Кольцовская - ул. Комарова | - ул. Корнеева - ул. Купцова - ул. Лебедева - ул. Лейтенанта Панова - ул. Лейтенанта Петрова - ул. Маршала Бирюзова - ул. Маршала Василевского - ул. Маршала Вершинина - ул. Маршала Головина - ул. Маршала Захарова - ул. Маршала Новикова - ул. Маршала Одинцова - ул. Маршала Соколовского - ул. Маршала Толбухина - ул. Мирная - ул. Набережная - ул. Никольская - ул. Озёрная - ул. Ощепкова - ул. Первомайская - ул. Песчаная - ул. Полевая - ул. Почтовая - ул. Пушкинская - ул. Речная - ул. Рождественская - ул. Рябчикова - ул. Рядового Архипова - ул. Рядового Беляева - ул. Рядового Брагина - ул. Рядового Воробьёва | - ул. Рядового Данилина - ул. Рядового Зайцева - ул. Рядового Изюмова - ул. Рядового Кобзева - ул. Рядового Коробова - ул. Рядового Михайлова - ул. Рядового Некрасова - ул. Рядового Савина - ул. Рядового Смирнова - ул. Рядового Храброва - ул. Рядового Шишкина - ул. Садовая - ул. Свободы - ул. Северная - ул. Сельская - ул. Сержанта Вишнякова - ул. Сержанта Иванова - ул. Сержанта Медведева - ул. Сержанта Павлова - ул. Сержанта Савельева - ул. Сержанта Тимашова - ул. Славы - ул. Соборная - ул. Солдатская - ул. Солнечная - ул. Сосновая - ул. Тепличная - ул. Титова - ул. Тихая - ул. Успенская - ул. Цветочная | - пер. Ближний - пер. Воронежский - пер. Геройский - пер. Зелёный - пер. Каменный - пер. Лесной - пер. Маршала Вершинина - пер. Маршала Головина - пер. Маршала Одинцова - пер. Маршала Толбухина - пер. Мирный - пер. Парковый - пер. Подгоренский - пер. Сабельный - пер. Садовый - пер. Северный - пер. Славянский - пер. Снежный - пер. Сосновый - пер. Строителей - пер. Цветочный - пер. Яблочный - пер. Яменский - тупик Охотничий |

## Население
| 2010 |
| ---- |
| 493  |